# A Dozen Furies
A Dozen Furies fue una banda de metalcore oriunda de Dallas, Texas fundada en el año 2003 hasta su disolución en el año 2006. Han llegado a grabar solo 2 álbumes el primero "Rip The Stars Down EP" y el segundo "A Concept From Fire". Se hicieron conocidos por haber ganado el reality de MTV Battle for Ozzfest en el año 2004 y  como premio se les concedió un lugar en el 10 º aniversario del Ozzfest como así también un contrato con Sanctuary Records con el que grabaron su segundo álbum.

## Miembros de la banda
- Bucky Garrett – Voces
- Marc Serrano - Guitarra
- Joey Turner - Guitarra
- Keith Reber - Bajo
- Mike Miller - Batería